# Novakî, Korosten
Novakî (în ucraineană Новаки) este o comună în raionul Korosten, regiunea Jîtomîr, Ucraina, formată numai din satul de reședință.

## Demografie
Componența lingvistică a comunei Novakî
     Ucraineană (96,99%)
     Rusă (3,01%)
Conform recensământului din 2001, majoritatea populației comunei Novakî era vorbitoare de ucraineană (96,99%), existând în minoritate și vorbitori de rusă (3,01%).